# Galaxia del Ojo negro
La galaxia del Ojo Negro (también conocida como Galaxia de la Bella Durmiente, Galaxia Espiral M64, M64 o NGC 4826) fue descubierta por Edward Pigott en marzo de 1779, y catalogada por Charles Messier en 1780. 
Esta galaxia es reconocida por los astrónomos amateur, debido a que es visible con telescopios pequeños. Es una galaxia espiral en la constelación de Coma Berenice.
Está a una distancia de 17 millones de años luz (5,2 Megaparsecs). Tiene una banda de polvo oscura alrededor de su núcleo brillante, lo que le da el nombre de galaxia del Ojo negro, o del Ojo del diablo.
Estudios de M64 muestran una característica importante, y es que el gas interestelar en la región exterior de M64 gira de forma opuesta al gas y las estrellas de la región interior. La región interior tiene un radio de aproximadamente 3.000 años luz (gira en dirección a las manecillas del reloj), mientras la región exterior se extiende otros 40.000 años luz (gira en dirección contraria a las manecillas del reloj), produciéndose bastante formación estelar en la zona que separa las dos. Se considera que ello es debido a la colisión de M64 con una galaxia menor, que ahora ya ha sido totalmente destruida y absorbida por ella y que debió tener lugar hace alrededor de mil millones de años.